# Дейна-Пойнт (Каліфорнія)
Дейна-Пойнт (англ. Dana Point) — місто (англ. city) в США, в окрузі Орандж штату Каліфорнія. Населення — 33 107 осіб (2020).

## Географія
Дейна-Пойнт розташована за координатами 33°27′38″ пн. ш. 117°42′50″ зх. д. / 33.46056° пн. ш. 117.71389° зх. д. (33.460495, -117.713915). За даними Бюро перепису населення США в 2010 році місто мало площу 76,36 км², з яких 16,83 км² — суходіл та 59,54 км² — водойми.

## Демографія
Згідно з переписом 2010 року, у місті мешкала 33 351 особа в 14 182 домогосподарствах у складі 8779 родин. Густота населення становила 437 осіб/км². Було 15938 помешкань (209/км²).
Расовий склад населення:
| - 86,1 % — білих - 3,2 % — азіатів - 0,9 % — чорних або афроамериканців - 0,7 % — корінних американців - 0,1 % — вихідців з тихоокеанських островів - 5,9 % — осіб інших рас |

До двох чи більше рас належало 3,2 %. Частка іспаномовних становила 17,0 % від усіх жителів.
За віковим діапазоном населення розподілялося таким чином: 17,9 % — особи молодші 18 років, 65,1 % — особи у віці 18—64 років, 17,0 % — особи у віці 65 років та старші. Медіана віку мешканця становила 44,8 року. На 100 осіб жіночої статі у місті припадало 98,2 чоловіків; на 100 жінок у віці від 18 років та старших — 96,9 чоловіків також старших 18 років.
Середній дохід на одне домашнє господарство становив 122 746 доларів США (медіана — 84 411), а середній дохід на одну сім'ю — 145 635 доларів (медіана — 105 578). Медіана доходів становила 75 202 долари для чоловіків та 52 233 долари для жінок. За межею бідності перебувало 9,2 % осіб, у тому числі 11,1 % дітей у віці до 18 років та 7,5 % осіб у віці 65 років та старших.
Цивільне працевлаштоване населення становило 17 657 осіб. Основні галузі зайнятості: освіта, охорона здоров'я та соціальна допомога — 17,8 %, науковці, спеціалісти, менеджери — 15,4 %, мистецтво, розваги та відпочинок — 15,4 %.